# ورلد ویکتوری رود
ورلد ویکتوری رود (انگلیسی: World Victory Road) شرکت تبلیغات ورزشی و سازمان هنرهای رزمی ترکیبی ژاپنی است، که در سال ۲۰۰۷ تأسیس شد و در سال ۲۰۱۱ منحل گردید.